# Kids' Choice Award alla celebrità sportiva maschile preferita
Il Kids' Choice Award alla celebrità sportiva maschile preferita (Favorite Male Sports Star) è un premio assegnato annualmente ai Kids' Choice Awards, a partire dal 1988, all'atleta preferito dai telespettatori del canale Nickelodeon.
Nel corso delle varie edizioni ha assunto varie denominazioni: 
- Dal 1988 al 2004 la categoria assume il nome di Kids' Choice Award all'atleta maschile preferito (Favorite Male Athlete);
- Tra il 2005 e il 2007 la categoria viene condivisa con le atlete la categoria "Atleta preferito" (Favorite Athlete);
- Dal 2008 al 2013 la categoria maschile torna ad essere rappresentata col precedente nome di Favorite Male Athlete
- Tra il 2014 e il 2019 le categorie sportive dei KCA vengono escluse dallo show e sono inserite nel nuovo format Kids' Choice Sports Awards.
- Dal 2020 ritorna ai Kids' Choice Awards e assume l'attuale denominazione Favorite Male Sports Star.

## Albo d'oro
Qui di seguito la lista con vincitori, in grassetto, e candidati per edizione.

### Anni 1980
- 1988
  - Hulk Hogan
  - Michael Jordan
  - Walter Payton
- 1989
  - Mike Tyson
  - Michael Jordan
  - Greg Louganis

### Anni 1990
- 1990
  - Michael Jordan
  - Bo Jackson
  - Joe Montana
- 1991
  - Michael Jordan
  - Bo Jackson
  - Joe Montana
- 1992
  - Michael Jordan
  - Ken Griffey Jr.
  - Magic Johnson
- 1994
  - Michael Jordan
  - Shaquille O'Neal
  - Charles Barkley
- 1995
  - Shaquille O'Neal
  - Charles Barkley
  - Joe Montana
- 1996
  - Michael Jordan
  - Shaquille O'Neal
  - Troy Aikman
  - Emmitt Smith
- 1997
  - Shaquille O'Neal
  - Ken Griffey Jr.
  - Michael Jordan
  - Emmitt Smith
- 1998
  - Michael Jordan
  - Shaquille O'Neal
  - Tiger Woods
  - Troy Aikman
- 1999
  - Michael Jordan
  - Shaquille O'Neal
  - Tiger Woods
  - Mark McGwire

### Anni 2000
- 2000
  - Shaquille O'Neal
  - Tiger Woods
  - Mark McGwire
  - Deion Sanders
- 2001
  - Tony Hawk
  - Shaquille O'Neal
  - Kobe Bryant
  - Tiger Woods
- 2002
  - Michael Jordan
  - Shaquille O'Neal
  - Kobe Bryant
  - Tiger Woods
- 2003
  - Tony Hawk
  - Shaquille O'Neal
  - Kobe Bryant
  - Tiger Woods
- 2004
  - Tony Hawk
  - Shaquille O'Neal
  - Sammy Sosa
  - Tiger Woods

- 2005 - Atleta preferito
  - Tony Hawk
  - Mia Hamm
  - Shaquille O'Neal
  - Alex Rodriguez
- 2006 - Atleta preferito
  - Lance Armstrong
  - Allen Iverson
  - Shaquille O'Neal
  - Alex Rodriguez
- 2007 - Atleta preferito
  - Shaquille O'Neal
  - LeBron James
  - Alex Rodriguez
  - Tiger Woods
- 2008
  - Tony Hawk
  - Shaquille O'Neal
  - Alex Rodriguez
  - Tiger Woods
- 2009
  - Peyton Manning
  - LeBron James
  - Michael Phelps
  - Tiger Woods

### Anni 2010
- 2010
  - Ryan Sheckler
  - Kobe Bryant
  - LeBron James
  - Shaun White

- 2011
  - Shaquille O'Neal
  - Peyton Manning
  - Michael Phelps
  - Shaun White
- 2012
  - Tim Tebow
  - Derek Jeter
  - Michael Phelps
  - Shaun White
- 2013
  - LeBron James
  - Michael Phelps
  - Tim Tebow
  - Shaun White

### Anni 2020
- 2020
  - LeBron James
  - Cristiano Ronaldo
  - Patrick Mahomes
  - Shaun White
  - Stephen Curry
  - Tom Brady
- 2021
  - LeBron James
  - Tom Brady
  - Stephen Curry
  - Patrick Mahomes
  - Lionel Messi
  - Russell Wilson

- 2022
  - Tom Brady
  - Stephen Curry
  - LeBron James
  - Patrick Mahomes
  - Cristiano Ronaldo
  - Shaun White

- 2023
  - LeBron James
  - Tom Brady
  - Stephen Curry
  - Patrick Mahomes
  - Lionel Messi
  - Shaun White

- 2024
  - Travis Kelce
  - Cristiano Ronaldo
  - LeBron James
  - Lionel Messi
  - Patrick Mahomes
  - Stephen Curry